# Фантаст
Фантаст (познат и као дворац Дунђерски) је дворац у Војводини, у близини Бечеја.

## Историја
Дворац се налази на 15 километара од Бечеја према Бачкој Тополи или 60 километара од Новог Сада или 135 километара од Београда. Сазидао га је Богдан Дунђерски, у више фаза, а завршен је 1925. године.
Торањ и четири угаоне куле направљени су у стилу неоготике, а свечана сала и оба улаза урађени у неокласицистичком стилу. Поред дворца рађена је и капела у неовизантијском стилу посвећена Светом Ђорђу и делом ју је радио београдски мајстор иконостаса Карбинер. Три мозаика на порталу и Тајну вечеру је за две године насликао Урош Предић, Богородица је добила Марин лик по жељи Дунђерског.
По жељи Богдана Дунђерског једини наследник је Матица српска.
Осим овог, постоји и дворац Дунђерски у Челареву, дворац Дунђерски у Кулпину и дворац Дунђерски у Хајдучици.

## Име Фантаст
Власник имања био је велики љубитељ коња, прича се да их је имао преко 1400, од којих је најпознатији био Фантаст који је 1932. године на београдском хиподрому, као трогодишње грло, победио у све три трке и освојио све титуле. Када је угинуо, Богдан Дунђерски га је сахранио на свом имању, да би по завршетку градње дворац добио Фантастово име. Данас су кости најлепшег коња Богдана Дунђерског изложени у једној витрини дворца (лобања и бутна кост).

## Данас
Једино су зидови и врата остали аутентични. Од раскошног намештаја, уметничких слика, накита није остало ништа. После ослобођења 1945. године, теписи, кристални лустери и сребрњаци, однети су у непознатом правцу, а у дворац су пуштене овце. Тако је под и део зида био потпуно уништен. Цркви је била намењена судбина електричне централе али је Урош Предић упутио једно писмо Моши Пијаде након чега је црквено здање било „само“ закључано.
На улазу у дворац налазила се велика табла са натписом да КПЈ Бечеја дворац поклања народу.
Дворац Фантаст је уз све пратеће објекте претворен у хотел са 12 двокреветних соба, два апартмана, две конференцијске и свечаном салом а у подруму дворца је ресторан.
Капела је поново освештана, организују се крштења и венчања која су омиљена на овом романтичном месту.